# 구석구석 동네왕
《구석구석 동네왕》는 2013년 1월 7일부터 2013년 8월 3일까지 방송되었던 예능 프로그램이다.